# Metsatöll
Metsatöll is een folkmetalband uit Estland. Hun bandnaam "Metsatöll" is een oud Estisch eufemisme voor wolf. Veel van hun muziek, waarin ze fluiten en andere traditionele instrumenten gebruiken, is gebaseerd op de oorlogen omtrent de onafhankelijkheid van Estland in de 13e en 14e eeuw.

## Geschiedenis
Op 24 februari 1999 kwamen Teeäär, Tins en Rattasepp bij elkaar in Pääsküla, in de kelder van Markus. Een van hen kon een klein beetje gitaar spelen, een ander kon een beetje drummen en de derde kwam met een naam die oud genoeg klonk voor een heavymetalband: Metsatöll. Ze werkten hun idee verder uit en binnen een paar dagen hadden ze al 4 of 5 nummers geschreven. Een paar maanden later hadden ze een album vol. In het najaar van 1999 brachten ze hun demo album Terast mis hangund me hinge (Het staal dat onze ziel deed stollen). Niet lang hierna kwam Õunapuu erbij, met hem kwam er ook een tweede gitaar, de torupill (Estische doedelzak), de kannel en fluiten.
In het begin van 2001 verliet Tins de band. Een paar maanden later werd hij vervangen door Raivo "KuriRaivo" Piiralu en een jaar later bracht de band de single Hundi loomine (het creëren van een wolf) met de daarbij behorende video uit.
Metsatölls huidige bezetting kwam tot stand in 2004, toen Marko Atso de plaats van Silver "Factor" Rattasepp innam achter het drumstel. In datzelfde jaar brachten ze het album Hiiekoda (mijn heilige bos) uit, waarmee hun populariteit een hoog punt bereikte. Het album Hiiekoda versloeg alle eerdere verkoopcijfers voor Estische metalartiesten en Metsatöll won hierdoor de prijs voor de beste metalartiest van 2005 bij de Estische Music Awards.
In 2006 wonnen ze opnieuw de prijs voor de beste metalartiest, ditmaal voor het album Terast mis hangund me hinge 10218. Dit was een opnieuw opgenomen en een opnieuw gemasterde versie van hun demo album. Hun live-dvd Lahinguväljal näeme, raisk! (ik zie je op het slagveld, bastaard!) is opgenomen tijdens de presentatie van het album en won de prijs voor de beste dvd van 2006. In datzelfde jaar componeerde Metsatöll samen met het Estische nationale mannenkoor een samenstelling van Veljo Tormis' magnum opus Raua needmine. Een dvd van dit concert, dat plaatsvond in de ruïnes van het Piritaklooster, werd uitgebracht in Estland en Duitsland.
Metsatölls derde album, Iivakivi, dat verscheen in februari 2008, zorgde nogmaals voor de prijs van 'metalartiest van het jaar' tijdens de Estische Music Awards. In datzelfde jaar tekende Metsatöll een contract met Spinefarm Records.
Om de tiende verjaardag van de band te vieren, brachten ze de dubbel-dvd/cd Kõva Kont (hard bot) uit in 2009. Dit was het laatste album dat de band zelf uitgebracht heeft.
In het najaar van 2009 begon Metsatöll aan een Europese tournee met de Finse band Ensiferum. Ze speelden 31 shows in 11 landen. Tegenwoordig heeft Metsatöll meer dan 350 shows gespeeld in Europa en Amerika en hebben ze meer dan 50.000 albums verkocht.
Op 15 januari 2010, kreeg de wereld een blik op Metsatölls vierde album, Äio, met de online-single en video Vaid vaprust (slechts moed). Het album werd uitgebracht op 3 maart in datzelfde jaar. Alle muziek en teksten voor het album werden geschreven op een afgelegen boerderij in Hargla, in het zuiden van Estland. Volgens de mannen van Metsatöll zorgde dit ervoor dat de nummers krachtiger werden dan in de grote stad mogelijk zou zijn geweest. Äio werd opgenomen in de Finnvox-studio's in Finland en in de Sinusoid-studio's in Estland.

## Leden
Huidige Leden
- Markus "Rabapagan" Teeäär – zang, gitaar (1999-heden)
- Lauri "Varulven" Õunapuu – zang, gitaar, fluiten, torupill (Estische doedelzak)& andere traditionele instrumenten (1999-heden)
- Raivo "KuriRaivo" Piirsalu – bass en zang (2000-heden)
- Tõnis Noevere – drum en zang (2017-heden)

Ex-leden
- Silver "Factor" Rattasepp – Drum (1999–2004)
- Andrus Tins – Bass (1999–2000)
- Marko Atso – drum en zang (2004-2017)

## Stijl
Metsatölls muziek en teksten zijn gebaseerd op de oorlogen omtrent de onafhankelijkheid van Estland in de 13e en 14e eeuw en zijn hierdoor erg nationalistisch. De teksten gaan vaak over trots en over strijdlust. Door het gebruik van traditionele Estische instrumenten blijft de muziek ook qua klank erg nationalistisch. Wat betreft muziekstijl is het folkmetal, dit komt door de combinatie van volksinstrumenten met de zware heavymetalklanken van de drums en gitaren. Ook de thematiek die vaak gebruikt wordt in folkmetal, mythologie, heidendom en oude tijden, is iets wat duidelijk terug te vinden is in de muziek van Metsatöll.

## Discografie
Uitleg jaartallen:  Metsatöll gebruikt de chronologie van de lokale natuur religie. Het begint met de catastrofe van Billingen in 8213 voor het normale tijdperk, toen het Baltische ijsmeer zijn weg naar de oceaan brak en het grootste deel van het huidige Estland tevoorschijn kwam vanuit het water. Vandaar dat het eerste getal het jaartal in de meest gebruikelijke jaartelling aangeeft en het 2e getal uit de jaartelling die Metsatöll zelf aanhoudt.

### Albums
- 2004/10217 – „Hiiekoda“
- 2005/10218 – „Terast mis hangund me hinge 10218“
- 2006/10219 – „Sutekskäija“
- 2006/10219 – „Lahinguväljal näeme, raisk!“
- 2006/10219 – „Raua needmine“ (Metsatöll en het Estische Nationale Mannenkoor)
- 2008/10221 – „Iivakivi“
- 2008/10221 – „Suured koerad, väiksed koerad“ (Metsatöll & Kukerpillid)
- 2009/10222 – „Kõva Kont“
- 2010/10223 – „Äio“
- 2010/10224 - „Ulg“

### Singles
- 1999/10212 – „Terast mis hangund me hinge“
- 2002/10215 – „Hundi loomine“
- 2004/10217 – „Ussisõnad“
- 2008/10221 – „Veelind“
- 2010/10223 – „Vaid vaprust“
- 2010/10224 - „Kivine maa“

### Dvd's
- 2006/10219 – „Lahinguväljal näeme, raisk!“
- 2006/10219 – „Raua needmine“ (Metsatöll en het Estische Nationale Mannenkoor)
- 2009/10222 – „Kõva Kont“

### Muziekvideo's
- 2002/10215 – „Hundi loomine“
- 2010/10223 – „Vaid vaprust“